# Alice Adams (film 1923)
Alice Adams è un film muto del 1923 diretto da Rowland V. Lee. È la prima trasposizione cinematografica del romanzo omonimo di Booth Tarkington, premio Pulitzer nel 1922.

## Trama
Alice Adams, una fanciulla della media borghesia di provincia, vuole far colpo su Arthur Russell, giovanotto dell'alta società locale che ha conosciuto a un ballo e di cui si è innamorata. Credendo che il metodo migliore per farsi corteggiare da Arthur sia quello di spacciarsi per ricca, gli presenta i componenti della propria famiglia come tali. I risultati sono disastrosi. Le fantasie di Alice si scontrano infatti con la realtà: messo a confronto con i parenti della ragazza, il giovane si rende subito conto della verità. Deluso dalle sue bugie, vorrebbe andarsene. Tuttavia, lei lo convincerà dimostrandogli il suo pentimento.

## Produzione
Il film fu prodotto per la Encore Pictures da King Vidor che, all'epoca era ancora sposato con l'attrice Florence Vidor, protagonista del film. I due divorzieranno l'anno seguente.

## Distribuzione
Distribuito dall'Associated Exhibitors, il film uscì nelle sale cinematografiche USA l'8 aprile 1923.

## Remake
Nel 1935, ne verrà fatto il remake diretto da George Stevens e interpretato da Katharine Hepburn e Fred MacMurray e che avrà, nella versione originale, lo stesso titolo, mentre in Italia verrà distribuito come Primo amore.